# Medinilla sessilifolia
Medinilla sessilifolia är en tvåhjärtbladig växtart som beskrevs av Elmer Drew Merrill. Medinilla sessilifolia ingår i släktet Medinilla och familjen Melastomataceae. Inga underarter finns listade i Catalogue of Life.